# Йон Даніельсен
Йон Даніельсен (дан. John Danielsen, нар. 13 липня 1939, Оденсе) — данський футболіст, що грав на позиції півзахисника.
Виступав за клуби «Болдклуббен 1909», «Вердер» та «К'яссо», а також національну збірну Данії.

## Клубна кар'єра
У дорослому футболі дебютував 1956 року виступами за команду клубу «Болдклуббен 1909», в якій провів дев'ять сезонів, взявши участь у 157 матчах чемпіонату. У складі «Болдклуббен 1909» був одним з головних бомбардирів команди, маючи середню результативність на рівні 0,35 голу за гру першості. За цей час двічі виборював титул чемпіона Данії та одного разу національний кубок.
1965 року перейшов у західнонімецький «Вердер», де тривалий час виступав зі своїм співвітчизником Оле Бйоррнмосе. Даніельсен відіграв за бременський клуб наступні п'ять сезонів своєї ігрової кар'єри. Більшість часу, проведеного у складі «Вердера», був основним гравцем команди і у сезоні 1967/68 став віце-чемпіоном ФРН.
Протягом 1970—1973 років захищав кольори швейцарського клубу «К'яссо», після чого повернувся в «Болдклуббен 1909», де того ж року завершив кар'єру футболіста.

## Виступи за збірну
29 червня 1958 року дебютував в офіційних матчах у складі національної збірної Данії в грі чемпіонату Північної Європи проти Норвегії (1:2). Загалом зігравши у чотирьох матчах турніру 1955/59, він став з командою третім.
У 1960 році з командою взяв участь у футбольному турнірі на літніх олімпійських іграх, вигравши срібну медаль, при цьому Даніельсен з'явився в трьох іграх групового етапу з Аргентиною, Польщею та Тунісом, втім в іграх плей-оф участі не брав.
Згодом разом зі збірною був учасником чемпіонату Європи 1964 року у Іспанії, де зіграв у обох матчах, втім данці обидві гри програли і посіли останнє четверте місце на турнірі.
Востаннє зіграв за збірну 28 червня 1964 року в матчі чемпіонат Північній Європі проти Швеції (1:4), в якому на 65 хвилині забив єдиний гол за Данію. Всього протягом кар'єри у національній команді, яка тривала 7 років, провів у формі головної команди країни 27 матчів, забивши 7 голів.

## Титули і досягнення
- Чемпіон Данії (2):

«Болдклуббен 1909»: 1959, 1964
- Володар Кубка Данії (1):

«Болдклуббен 1909»: 1961-62
- Срібний олімпійський призер: 1960